# 紀有文
紀 有文（きの ありふみ、生年不明 - 文化14年8月13日〈1817年9月23日〉）とは、江戸時代の武士、狂歌師、画家。

## 来歴
尾張藩の藩士で本姓は寺沢、名は九左衛門。尾張国名古屋伊勢町に住む。狂歌師名は初め紀安丸、のちに有文。ほかに白観堂、松寿園、葎庵と号す。狂歌師としては天明の頃より作が知られる。また絵も描き春甫と号したが、画系については明らかではない。 狂歌本の挿絵を牧墨僊らとともに描いている。墓所は名古屋市東区の妙泉寺、法号は本覚院縁起日寿居士。墓石には「山の端に　いるをしたへば　我かげの　名ごりも今や　月に消ゆく」という辞世の歌を記す。

## 作品
- 『狂歌ねかひのいと』　絵入狂歌本　※寛政12年（1800年）刊行
- 『狂歌弄花集』　絵入狂歌本　※文化14年刊行。蘆辺田鶴丸撰、墨僊らと共画